# Gunnar Wahlroos
Gunnar Wahlroos (né le 7 février 1890 à Mouhijärvi – décédé le 24 août 1943) est un architecte finlandais.

## Ouvrages principaux
- Château de Schauman, Jyväskylä 1923
- Escalier du Harju de Jyväskylä, 1925
- Maison blanche de Crichton-Vulcan, Turku, 1926–1936
- École Steiner de la région de Pori (fi), 1928.
- Kultaranta (rénovation) 1929–1930
- Église de Martti, Turku 1933 (avec Totti Sora)
- Presbytère de Tampere, 1936–1938
- Église d'Ylitornio, 1811

## Galerie

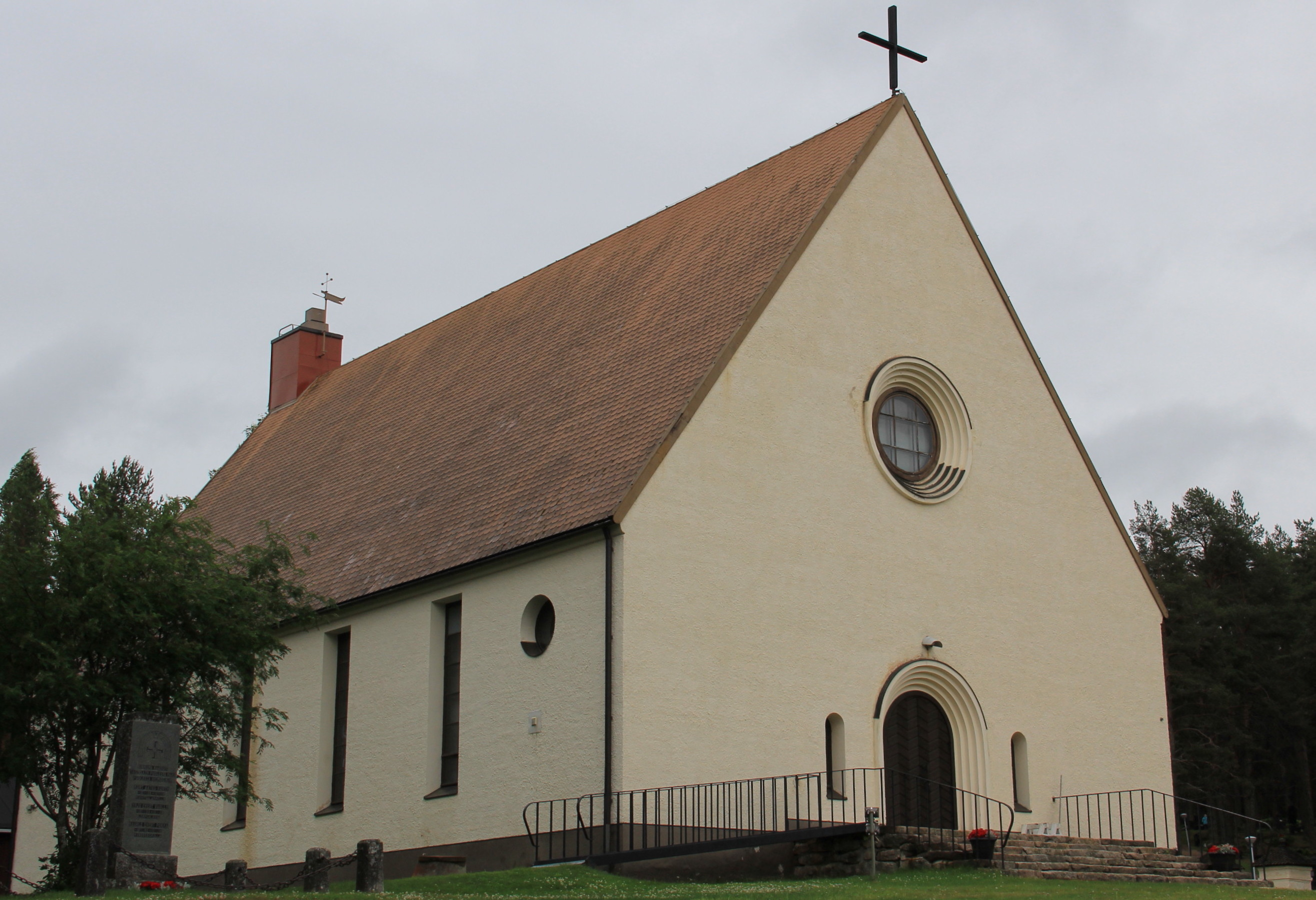
Église d'Ylitornio
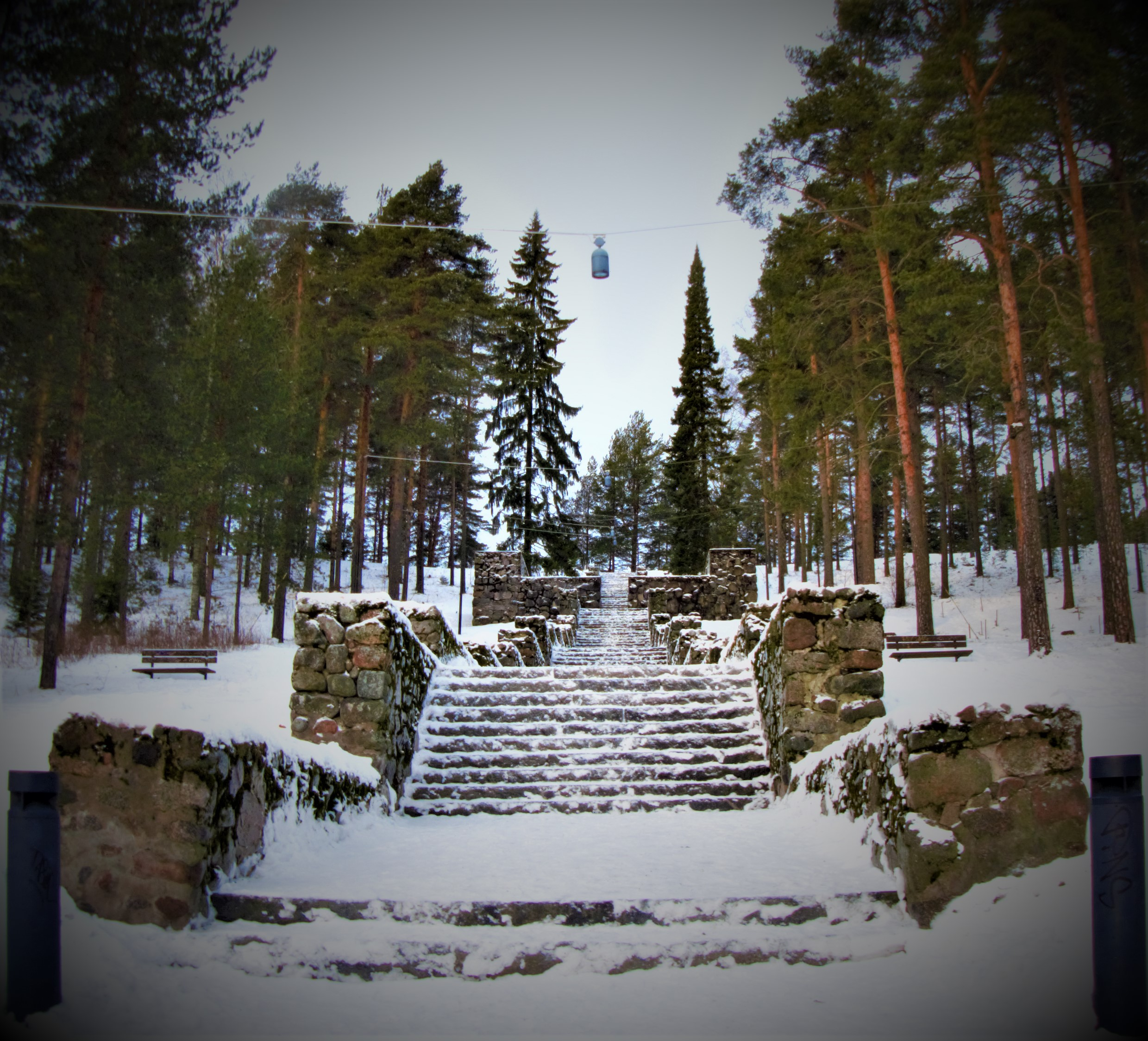
L'escalier du Harju, Jyväskylä.
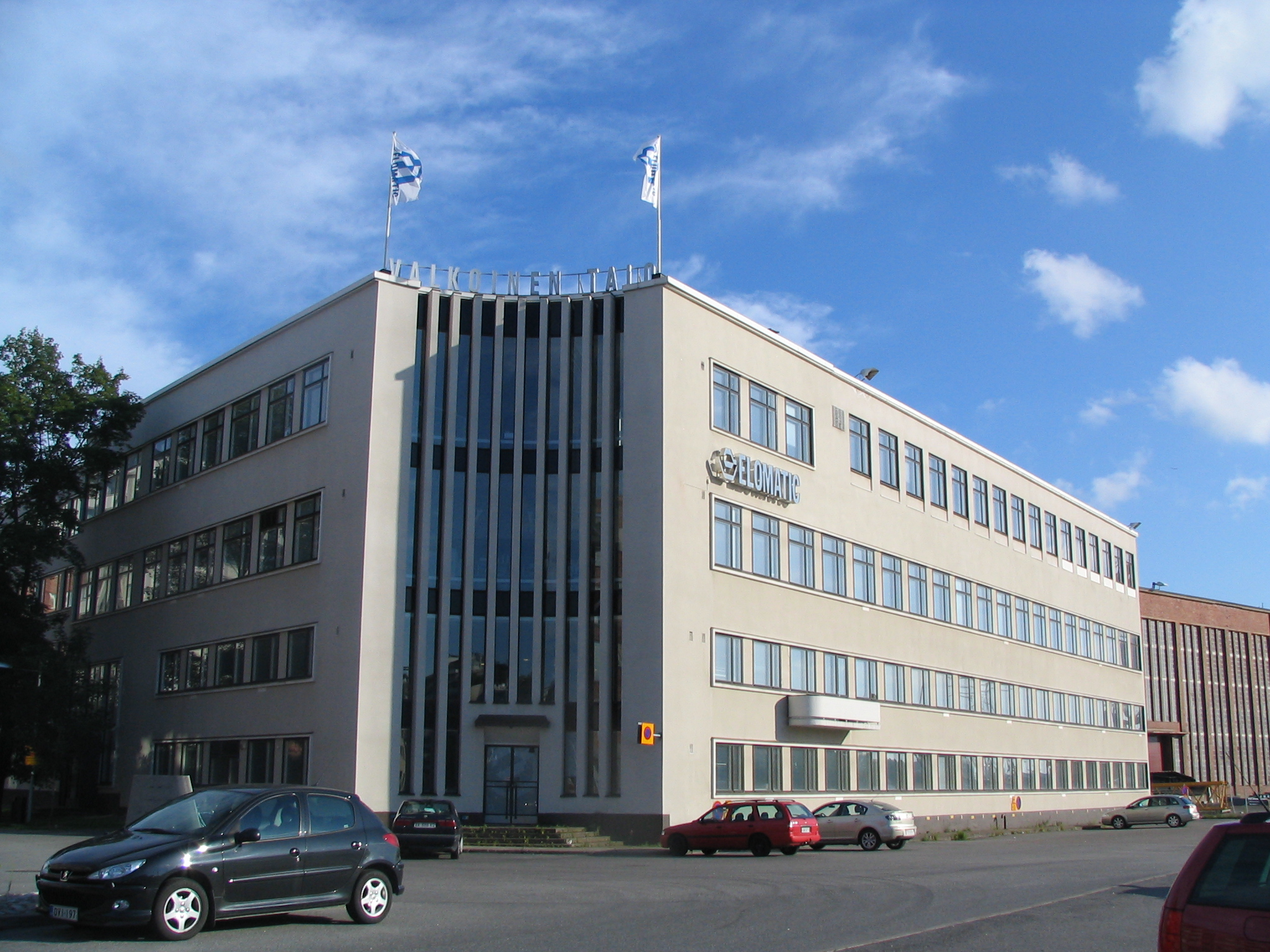
Maison Blanche
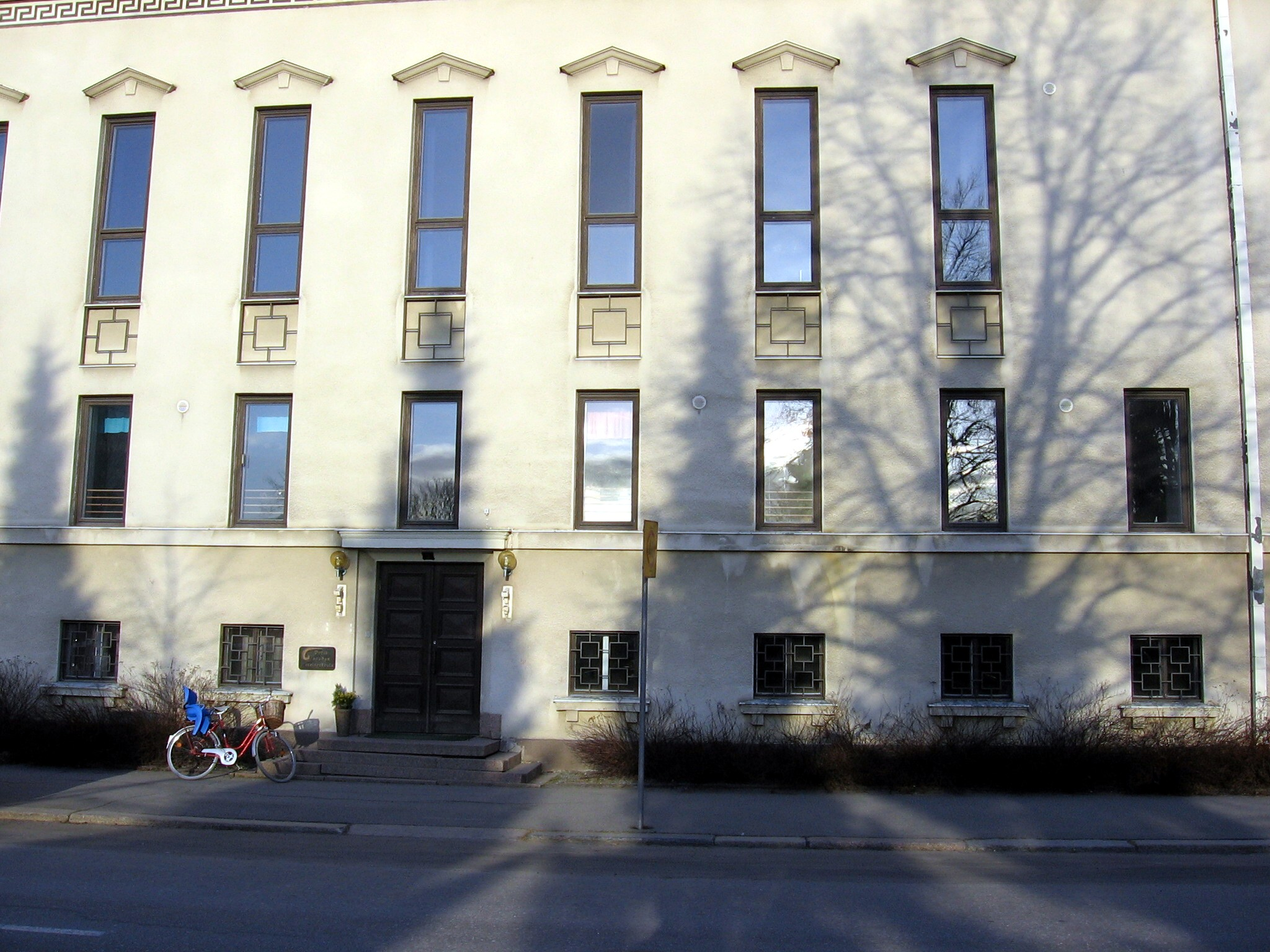
École Steiner à Pori.